# SK1
O sK1 é um software livre de editoração eletrônica de imagens e documentos vetoriais e layout de páginas, similar aos principais softwares proprietários e profissionais da categoria, tais como: CorelDRAW, Adobe Illustrator e Freehand. Possibilita a criação e edição de vários produtos, tais como: desenhos artísticos, logotipos, livros, revistas, CDs, imagens, cartazes, animações para web (botões, ícones, etc), cartões, etc. Seu diferencial é sua capacidade de visualizar a pré-impressão em PostScript e gerar arquivos no formato PDF.

## Principais características
- Suporte a paleta de cor CMYK
- Suporte a cores CMYK em Postscript
- Baseado em Cairo engine
- Gestão de cores
- Importa arquivos CDR (da versão 7 a X3)
- Moderna interface baseada em Ttk (former Tile widgets)

## História
O editor sK1 é um derivado do Sketch 0.6.15. Resultado do trabalho árduo, na tentativa de migrar a empresa desenvolvedora para o uso do software livre. Assim que o Sketch decidiu mudar sua aparência para Gtk+, os desenvolvedores foram forçados a migrarem para o Ttk (former Tile widgetset), adicionando o suporte a cores CMYK, gerenciamento de cores e utilizando como motor (engine) o Cairo.
O nome “sK1” deriva do “Esboço/Sketc” e a letra “K” significa que o layout do aplicativo é semelhante ao ambiente gráfico KDE. O número “1” significa que o nosso objetivo – aplicação estável compatível com CorelDRAW e Adobe Illustrator é de uso regular e pré-impressão.
Em dezembro de 2006, nós começamos a investigar o CDR, arquivo de formato da CorelDRAW. Enfim, a importação do filtro CDR foi feito e apresentado junto com o sK1 em LGM2007 em Montreal, Quebec.

## Versões
Versão 0.9.0 (Primeiro lançamento público)
- Aplicação estável com o conjunto de plugins mínimo.

Versão 0.9.1 - release para correções de erros
- Diálogo Preferências
- Correções de bugs reportadas na última versão
- Recursos de localização
- Localização russo
- Localização ucraniano
- Preenchimento Gradiente, Azulejo e apoio Container
- Tela principal redesenhada

Versão 0.9.2
- Adiconado função de parágrafo no texto
- Adiconado função de multifonte do texto
- Motor (engine) de renderização de texto melhorado

Versão 0.9.3
- Win32 porta

Versão 0.9.4
- Mac OS X porta